# Anthomyia procellaris
Anthomyia procellaris este o specie de muște din genul Anthomyia, familia Anthomyiidae, descrisă de Camillo Rondani în anul 1866. Conform Catalogue of Life specia Anthomyia procellaris nu are subspecii cunoscute.